# Parapsyche almota
Parapsyche almota är en nattsländeart som beskrevs av Ross 1938. Parapsyche almota ingår i släktet Parapsyche och familjen ryssjenattsländor. Inga underarter finns listade i Catalogue of Life.